# 宇文化及
宇文 化及（うぶん かきゅう）は、中国隋の政治家・軍人。煬帝を殺害した反乱勢力の盟主。皇帝を称して許国を建てた。宇文智及の兄、宇文士及の異母兄。

## 経歴
北周の左翊衛将軍宇文述の長男として代郡武川鎮（現在の内モンゴル自治区フフホト市武川県）に生まれ、若くから国都長安で育った。長安では「軽薄公子」と呼ばれていた。幼少の頃より楊広（煬帝）の寵愛を受け、何度も賄賂を受けたために再三免官されたが、煬帝はすぐに復職させた。煬帝の即位後は太僕少卿に任じられている。大業元年（605年）に煬帝が楡林に行幸すると、弟の宇文智及とともに禁止されていた突厥との交易をおこなったので煬帝は激怒して彼ら兄弟を数ヶ月収監したままにした。煬帝は大興城に到着すると兄弟を斬首してから入城しようと思ったが、宇文士及に嫁いだ南陽公主のこともあり、しばらくして二人の死罪を赦し、宇文述の奴隷とさせた。大業2年（616年）に述が死去するとその遺言により身分を戻して右屯衛将軍に任命された。
大業14年（618年）、叛乱を避け江都に逃れたまま大興城（長安）へ帰還しようとしない煬帝に対し、司馬徳戡・趙行枢・薛世良らによる反乱が計画され、宇文化及はその盟主に推戴された。宇文化及は弟の宇文智及とともに禁軍を伴って宮中の煬帝を弑殺し、煬帝の弟の秦王楊俊の子の秦王楊浩を擁立して皇帝とした。自らは丞相となり、大衆を率いて長安へ向かった。その途上、司馬徳戡らが宇文化及に不満を抱いて彼を殺害しようとしたが、露見して逆に殺された。李密の勢力に阻まれて長安へ帰ることができず、魏県に入り根拠地とした。楊浩を毒殺して皇帝に即位し、国号を許、元号を天寿と定めた。
天寿2年（619年）、斉州の頭目・王薄に騙され、竇建徳に聊城で生け捕りにされた。宇文智及・元武達らは処刑され、宇文化及は子の宇文承基・宇文承趾とともに襄国に運ばれて斬首された。その首は突厥に嫁いだ隋の宗室の娘である義成公主に送られた。

### 伝記
- 『隋書』巻85（列伝第50）
- 『北史』巻72（列伝第62）